# Patrick Duncan
Sir Patrick Duncan (Fortrie, 21 dicembre 1870 – Pretoria, 17 luglio 1943) è stato un politico britannico.

## Biografia
È stato Governatore generale dell'Unione Sudafricana tra il 1937 e il 1943. 
Durante una crisi politica nel corso della partecipazione del  Sudafrica  alla seconda guerra mondiale, respinse una richiesta di scioglimento del parlamento, avanzata dal Primo Ministro Jan Smuts.